# Vilaweb
Vilaweb, (uttal: /ˌvilaˈwɛp/), med egen skrivning VilaWeb, är en katalanskspråkig webbportal och daglig nyhetstjänst. Embryot till den grundades i maj 1995 av journalisterna Vicent Partal och Assumpció Maresma. Vilaweb var den första webbportal som producerades helt och hållet på katalanska, och det första nyhetsmedium i Spanien som helt och hållet var Internetbaserat. Den anses idag som pionjär inom europeiska Internetportaler och har en progressiv och innovativ prägel.

## Historik

### Bakgrund
Vilaweb växte fram ur en länkkatalog med namnet Infopista, som Partal skapade 1995. Innan dess hade Partal varit ansvarig för den digitala versionen av tidningen El Temps. Den här katalanskspråkiga tidningen var 1994 den första spanska papperspublikation som etablerade en version på webben.

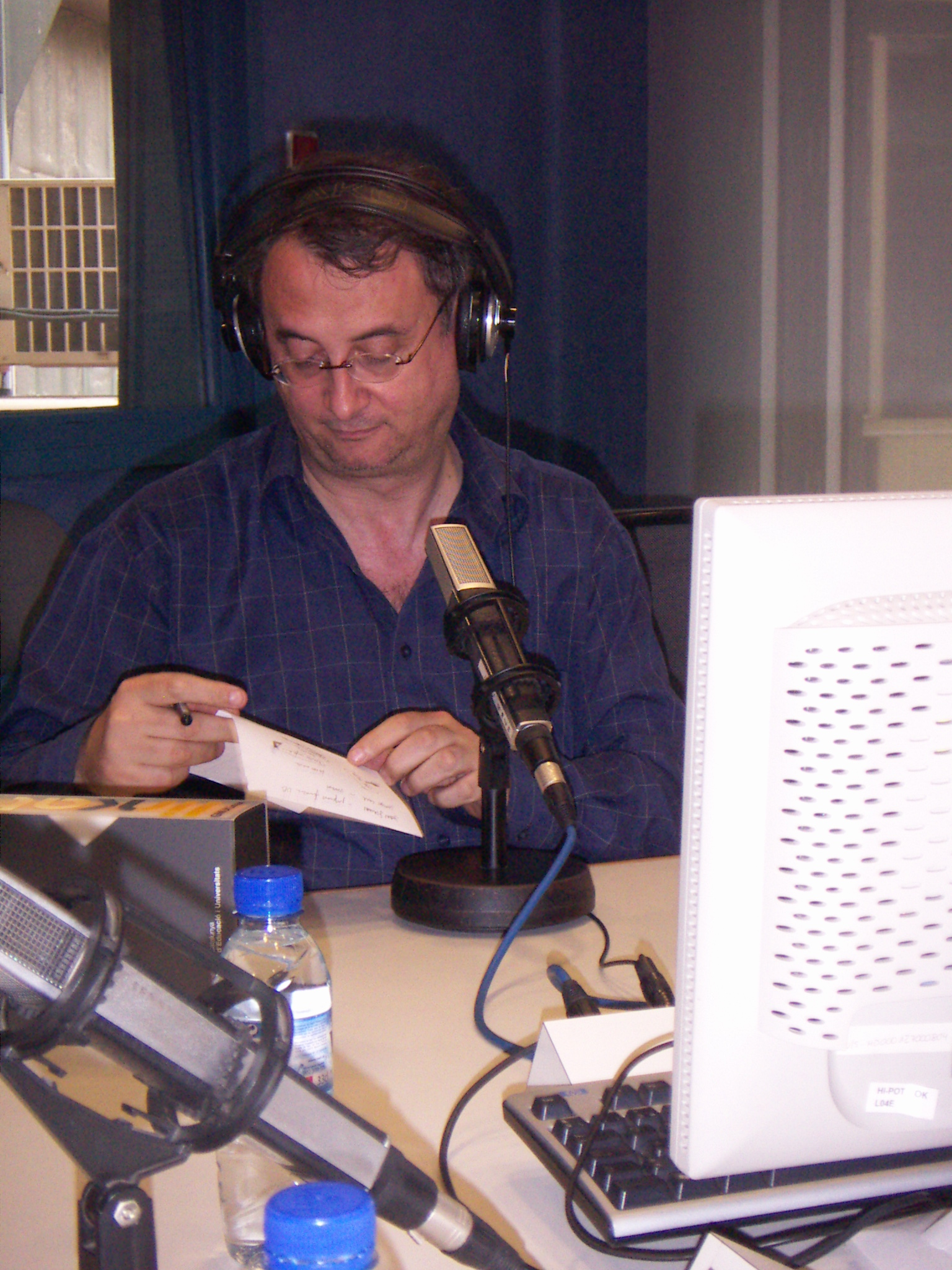
Vilaweb producerar både text, radio och webb-TV. Radioprogrammet L'internauta sprids även via antal andra katalanska radiokanaler. Programledare är Vicent Partal.

### Utveckling
2007 startades Vilaweb produktion av webb-TV-material. Därefter har mängden videor ökat, och webbplatsen ändrade 2010 radikalt sin formgivning. Vilaweb TV kan också nås via en kanal på Youtube samt via Itunes.
September 2009 öppnade Vilaweb ett lokalt nyhetskontor i centrala Barcelona, inte långt från Ramblan. Där produceras också live-TV-sändningar.
Vilaweb startade januari 2014 en internationell version på engelska, under namnet VilaWeb – News from Catalonia. Den här editionen samordnas av den amerikanska journalisten Liz Castro, bosatt i Barcelona. Den engelskspråkiga editionen innehåller endast delvis samma material som den katalanskspråkiga, och editionen är inriktad mot en internationell publik.
2014 kämpade Vilaweb med Nació Digital och dagstidningen Aras webbupplaga om platsen som den mest lästa Internetpublikationen på katalanska.

## Innehåll och inriktning

### Översikt
Vilaweb innehåller förutom video- och textbaserade nyheter en länkkatalog, lokala editioner och webbforum. Fram till 2009 skötte man också driften av den digitala versionen av den katalanska dagstidningen El Punt (idag El Punt Avui).
Man presenterar nyheter från både de katalanska länderna och internationellt. Därutöver finns specialsektioner om kultur, musik, teknik och ekonomi. Dessutom tar man in byråmaterial.
Vilaweb har ett nära samarbete med Núvol – "el digital de cultura" ('den digitala webbtidningen'). Denna är en webbtidning med kulturell inriktning och en satirsektion betitlad "El web negre" ('Den svarta webben').

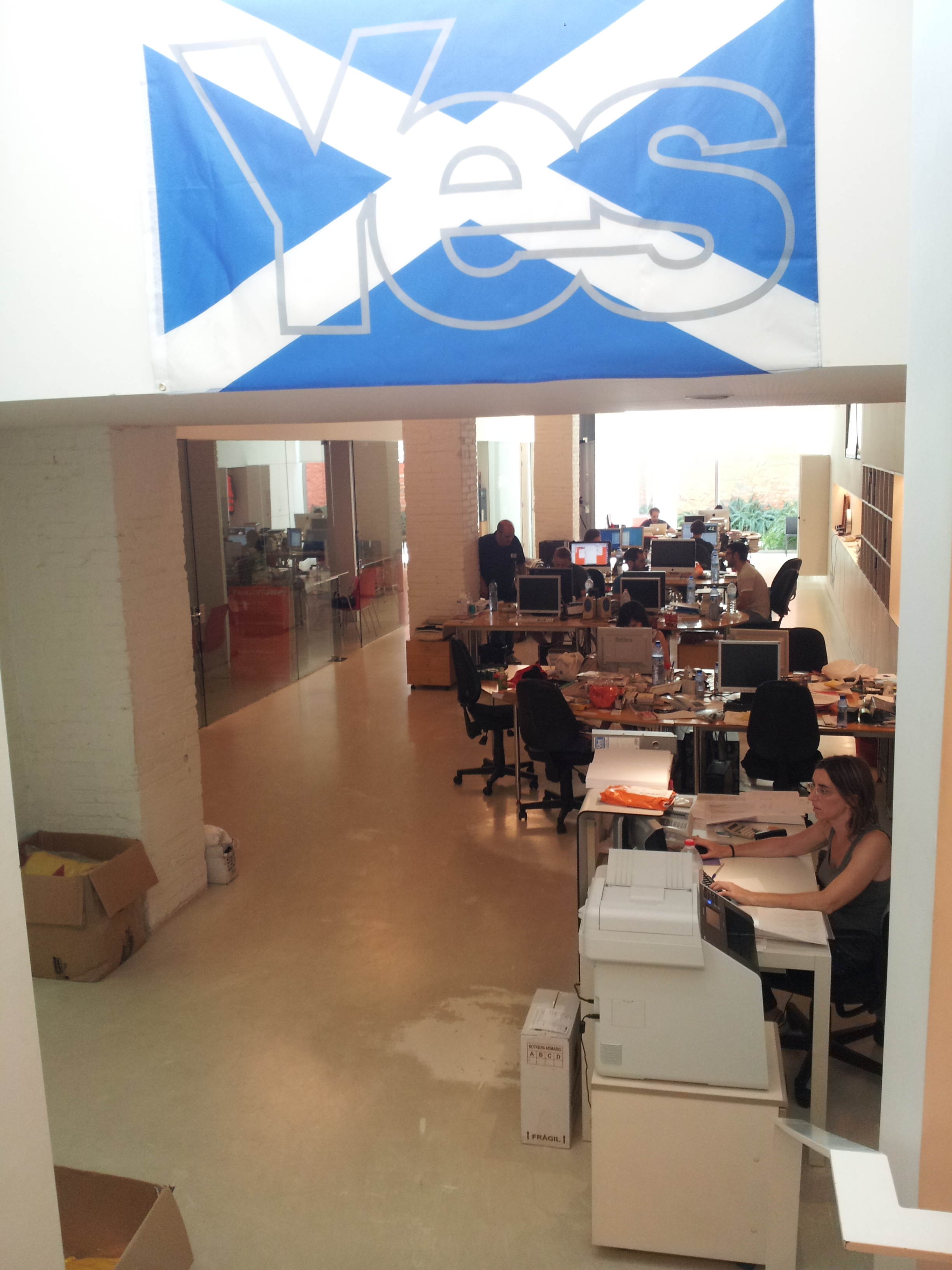
Vilawebs redaktion ligger i centrala Barcelona. Man ger stort utrymme åt regionalistiskt material. Så här såg redaktionslokalen ut 17 september 2014.

Varje vecka produceras radioprogrammet L'internauta, vidareutsänt via mer än 100 lokala radiokanaler runt om i de katalanskspråkiga regionerna.
Vilaweb är gratis och reklamfinansierad, men det finns också en betaldel vid namn +VilaWeb. Betalabonnemangen ger även möjlighet till privata bloggar.

### Politisk inriktning
Vilaweb beskriver sin egen redaktionella profil som "progressiv". Man ger – i likhet med många andra katalanskspråkiga nyhetsmedier – stort utrymme åt regionalistiskt katalanskt material och sympatiserar även med jämförbara självständighetssträvanden i Europa. I samband med 2014 års skotska folkomröstning syntes den skotska självständighetsrörelsen "Yes"-flagga ovanför ingången till Vilawebs redaktion.
Den prokatalanska inriktningen märks bland annat i rubriceringen av portalens nyhetsmaterial. Den första grupperingen är País ('Landet'), vilket i praktiken syftar på Katalanska länderna – Països Catalans. Där är underavdelningarna Catalunya Nord, Franja de Ponent (i östra Aragonien), Illes ('Öarna'), País Valencià och Principat ('Furstendömet'). Material från övriga Spanien presenteras under rubriken Món ('Världen'). De fyra underrubrikerna är där Europa, L'Alguer, Occitània ('Occitanien') och Resta del Món ('Resten av världen'), fyra områden med mycket olikstor utbredning.

## Betydelse
Vilaweb räknas ibland som den ledande digitala katalanskspråkiga tidningen med en läsekrets på minst 750 000 personer. Vilaweb ses ofta som en kvalitetstidning och har bland annat fått motta staden Barcelonas presspris och det nationella presspriset.
Mar Iglesias, lärare vid universitetet i Alicante, skrev 2010 sin doktorsavhandlng i ämnet Vilaweb.